# Arenia (banda)
Arenia es una banda española de metal épico formada en Asturias en el 2009 como evolución de la banda asturiana de heavy metal Atlas (2000-2008).

## Historia
Tras un cambio en la orientación musical y la salida de varios componentes de la banda de heavy metal Atlas, a mediados de 2009, Eduardo Dizy, Alejandro Fernández y Raquel Rodríguez deciden cambiar el nombre del grupo y formar Arenia. Para ello reclutan al vocalista Fran J. Santos (ex-Avatt-Har), que aportará un importante cambio cualitativo en el sonido de la banda. El grupo busca desarrollar un estilo particular de power metal épico, al que dan la etiqueta de "Metal mítico", caracterizado por canciones de temática conceptual mitológica y corte épico.
El debut oficial de la banda, bajo el nombre de Arenia, tuvo lugar el 22 de octubre de 2009 en la Sala Acapulco de Gijón. El puesto de bajista fue ocupado entonces de forma temporal por Mario F. León, antiguo guitarrista de la banda en su anterior etapa. La formación se completa a finales de 2009 con la incorporación de Roberto Suárez como bajista oficial.
Después de un año de trabajo de estudio, en marzo de 2012, el grupo edita su primer disco de larga duración Cuando El Mundo Despertó, grabado en M10 Studio (Siero) y producido por Miguel A. Díez (Kuarentena) en colaboración con Nathan Cifuentes (Vendaval), cosechando buenas críticas en los medios especializados del sector.
Se trata de una metal-ópera inspirada en la teogonía de Hesíodo que narra los sucesos de la Titanomaquia en dieciséis capítulos. Para este trabajo la banda contó con la colaboración del ilustrador Santos Zaballos, que se encargó del diseño y las ilustraciones.
Junto a este lanzamiento, la banda edita simultáneamente un EP en formato digital llamado La Sombra de Atlas que recoge regrabaciones de algunos de los temas antiguos de su anterior etapa. La banda realizó la presentación oficial del álbum en marzo de 2013, en un concierto en la Sala Acapulco de Gijón donde compartieron escenario con los también asturianos Vendaval.
Tras más de dos años girando por los principales escenarios asturianos, en febrero de 2016, la banda decide editar un nuevo EP en formato digital bajo el nombre de Hijos de la Noche, en donde se incluyen cuatro temas del primer disco actualizados y regrabados para la ocasión junto a una canción nueva registrada en vivo. La producción fue realizada por Nathan Cifuentes en Biohazard Studio, mientras que la masterización se llevó a cabo en los Estudios Dynamita de Dani G. (Darksun) Para la portada, de nuevo contaron con una ilustración de Santos Zaballos.

## Miembros
- Fran J. Santos - voz
- Eduardo Dizy - guitarra y coros
- Raquel Rodríguez - teclados
- Roberto Suárez - bajo
- Alejandro Fernández - batería

### Miembros pasados
- Mario F. León - bajo (2009)

## Discografía
- La sombra de Atlas (2012)(EP)
- Cuando el mundo despertó (2012)
- Hijos de la noche (2016)(EP)
- La voluntad de las estrellas (2019)